# Dioscorea macrothyrsa
Dioscorea macrothyrsa är en enhjärtbladig växtart som beskrevs av Edwin Burton Uline. Dioscorea macrothyrsa ingår i släktet Dioscorea och familjen Dioscoreaceae. Inga underarter finns listade i Catalogue of Life.